# Łagodna (film 1995)
Łagodna – polski dramat psychologiczny z 1995 roku na podstawie opowiadania Fiodora Dostojewskiego.

## Występują
- Janusz Gajos − mąż, właściciel lombardu
- Dominika Ostałowska − żona
- Danuta Stenka − służąca Łukiera
- Jan Frycz − porucznik Jefimow, znajomy męża z wojska
- Jan Peszek − lekarz
- Krystyna Feldman − ciotka żony
- Krystyna Rutkowska − ciotka żony
- Jerzy Nowak − sklepikarz

## Fabuła
Petersburg, koniec XIX wieku. Starzejący się mężczyzna czuwa przy ciele swojej młodej żony. Próbuje dociec przyczyn jej samobójstwa. Przypomina historię swojego małżeństwa.